# Roiasc

Domini del roiasc (fronteres de 2015)

El roiasc (en roiasc: ruiascu, en occità: roiasc) és un dialecte de tipus lígur/alpí parlat a l'alta vall de la Ròia (país de roiasc o tèrra roiasca), a cavall sobre França i Itàlia. El roiasc és intermediari entre el lígur i l'occità. A Itàlia, les comunes roiasques s'han declarat membres de la minoria occitana.

## Localització

Domini del roiasc abans de 1947

El roiasc es parla a les localitats següents:
- A França, als Alps Marítims : Tenda, La Briga (La Briga, Morignole), Fontan, Saorge, Brelh (de la qual dels caserius de Piène-Alta i Lliure també inclosos a Auriveta).
- A Itàlia :
  - A la província de Coni : Viozene (comuna de Ormea), La Briga Auta (part de l'antic municipi de La Briga, caserius de Upega, Carnino i cap-lloc de Piaggia).
  - A la província d'Imperia : Realdo (procedent del municipi de La Briga, lligat a Triora) i Verdeggia (comuna de Triora), Auriveta.

## Classificació
Del punt de vista de les representacions, els habitants i les associacions culturals de l'Alta-Roya reivindiquen de bon grau la seva pertinença a l'occità (sense negar tanmateix les seves afinitats amb el lígur. Del costat italià, els municipis on es parla roiasc (com La Briga Alta) s'han declarat «comunes de llengua occitana» en el marc de la Llei de protecció de les minories lingüístiques (nº, 482, 1999), la qual cosa ha entrenat protestes de la part de certs lingüistes. Del punt de vista estructural, tanmateix, els trets del lígur són molt més forts que els trets de l'occità. El roiasc és doncs un parlar de tipus ligurien alpin (amb el parlar veí de Pigna, Rocchetta Nervina, Castelvittorio i Isolabona) que es distingeix del lígur de tipus génois (com els parlars gavots del posterior-país de Niça es distingeixen del Occità-Niçard) la qual cosa pot haver un efecte sobre les representacions locals del dialecte lígur. És igualment possible de classificar el roiasc com llengua independent.

## Les variants: brigasc, tendasc
El brigasc és una varietat de roiasc parlada al País de Roiasc o Tèrra Roiasca, a França (La Briga) i a Itàlia: Briga Alta, Realdo, Verdeggia i Viozene (comuna de Ormea).
És il·lustrat per la revista de l'associació local «HA Vaštéra» que fet una ampla plaça als debats sobre la posició de la llengua.
El tendasc es la varietat de Lígur/Roiasc parlada a Tende.